# العنف والتوحد
ربط الخبراء بين العنف والتوحد بطرق مختلفة في الروايات الاجتماعية. يعد السلوك العنيف، وفقًا للرأي العام، أمرًا شائعًا لدى الأفراد المصابين بالتوحد، لكن الأدلة لا تدعم اضطراب طيف التوحد باعتباره استعدادًا للانحراف أو الجريمة. من المرجح أن يكون الأشخاص المصابون بطيف التوحد ضحايا للتنمر وسوء المعاملة وأشكال العنف الأخرى.

## العنف ضد المصابين بالتوحد
غالبًا ما يقع الأفراد المصابون بالتوحد ضحايا للعنف، كالتنمر والإساءة والاعتداء الجنسي والأفعال الإجرامية. يمكن أن يكون العنف جسديًا أو لفظيًا، كما يتضح من الاستخدام المتكرر لكلمة «التوحد» كإهانة. غالبًا ما يقع الأشخاص المصابون بالتوحد، مثل العديد من الأشخاص ذوي الإعاقة، ضحايا لجرائم الكراهية، ويعيش الكثير منهم في خوف.
وجدت دراسة أجريت عام 2003 أن الأطفال الذين شُخصوا بمتلازمة أسبرغر كانوا أكثر عرضة للعنف من القائمين به. كما يتأتى العنف ضد الأشخاص المصابين بالتوحد غير اللفظي من خلال حقيقة أنهم غير قادرين على التحدث عنه والإبلاغ عنه: بشكل عام، كلما كان الشخص «في حالة استضعاف»، أو ذو حالة «متقدمة»، يصبح أكثر عرضة للعنف والإقصاء. تفاقم الاعتمادية الأمور، خاصة في حالة استلزام المساعدة اليومية لأداء الأنشطة اليومية كالوجبات والغسيل. من ثم يمكن التذرع ب«خطورة» الإعاقة لتبرير جميع أنواع العنف، ومن بينها القتل.

### في المدارس
يُعد التنمر «أكثر أشكال العنف شيوعًا بين الأطفال والمراهقين»، وفقًا لبارك وآخرين (2020). يصبح الطلاب الذين يعانون من طيف التوحد الضحايا في كثير من الأحيان بمعدل أعلى من الطلاب الآخرين؛ ينتشر معدل الوقوع ضحية للتنمر أكثر من معدل الضلوع في التنمر.

### بين العائلة
لا يبدو أن الإساءة المألوفة ضد الأطفال المصابين بالتوحد أكثر شيوعًا من الإساءة العائلية ضد الأطفال غير المصابين بالتوحد.
وُثقت حالات وأد الأطفال، مع ذلك، التي ترتكبها عادة أم الطفل المصاب بالتوحد. أُبلغ عن عشرات جرائم القتل في الصحافة الغربية خلال العقد الماضي، وخاصة في الصحافة الكندية. لاحظت شبكة الدفاع الذاتي للتوحد وجود 36 حالة في عام 2012، وجميعها تتعلق بأشخاص ذوي إعاقة، وفي المقام الأول التوحد. يكون التعامل مع كل قضية قتل على أساس فردي، ولكن الدافع العام المعطى لكل منها هو «التوحد» أو «التعايش مع التوحد». تؤكد الشهادة حول هذا الموضوع على خطورة التوحد المفترضة واليأس الذي يُعتقد أنه يولده.
يُعد قتل الأشخاص المصابين بالتوحد على يد أقاربهم أحد أشكال العنف المفرط، وهو ما يبرره التصور العام الآثم لمرض التوحد، إذ يشبّه بـ«مرض مدى الحياة» تجب محاربته. ينتج بعض هذا العنف عن النموذج الطبي للتوحد، الذي يروج لرؤيته بصفته مرضًا يجب اجتثاثه من أصله أو خللًا يجب تطبيعه. يتجلى العنف الشديد من خلال روايات القتلة الذين يريدون «قتل التوحد» على أمل جعل أحبائهم «طبيعيين».
يبدو أن الطبقة الاجتماعية عامل مساعد للقتل، إذ أن الأمهات اللاتي قتلن الأطفال لم يكن لديهن الموارد المالية اللازمة لتلقي دعم فعال لطفلهن المعاق.

## التشخيص الخاطئ للاضطراب بصفته عنفًا
«لا يتسم مرض التوحد بالعنف أو نوبات الغضب،» وفقًا لآن صوفي فيري، على الرغم من أن الأخيرة تنتج أحيانًا عن صعوبات في التواصل أو الضيق المتراكم. قد تبدر من المراهقين، المصابين بالتوحد غير اللفظي، سلوكيات عنيفة كالبصق أو العض، بلا فهم لأفعالهم.
يفسر المحيطون بعض الخصائص السلوكية للأشخاص المصابين بالتوحد بشكل خاطئ على أنها عنف، ككراهية الاتصال الجسدي، وعدم التواصل البصري، وعدم الاستجابة لأصوات الوالدين. قد يكون لدى الأشخاص المصابين بالتوحد غير اللفظي سلوك غير لائق من ناحية القوة والتأثير على الشخص الآخر، ما يؤدي إلى الخلط بينها وبين السلوكيات العنيفة.
كما يمكن أن يؤدي فرط الحساسية الحسية لدى الأشخاص المصابين بالتوحد إلى ردود أفعال يُنظر إليها على أنها عنيفة. قد يحاول الأفراد المصابون بالتوحد التعامل مع الحمل الحسي الزائد عن طريق إطلاقه على نحو اندفاعي من خلال أفعال كالتجنب أو جعل اليد متأهبة للخدش، غالبًا دون النظر إلى احتمال العنف، كما لا يهدف هذا العنف إلى إيذاء الآخرين بل هو محاولة لتنظيم تجاربهم الحسية.